# Årummet
Årummet är ett naturreservat i Kristianstads kommun i Skåne län.
Området är naturskyddat sedan 2011 och är 56 hektar stort. Reservatet består av ett våtmarksområde längs med Helge å nära Kristianstads centrum.
Årummets naturreservat är en del av biosfärområdet Kristianstad Vattenrike – ett tre gånger tre mil stort område som sträcker sig från skogen i norr, längs med Helgeåns våtmarker och vidare ut i Hanöbukten. 
Mitt i reservatet ligger naturum Vattenriket. Härifrån kan man starta den 6 km långa vandringsleden - Linnérundan. 